# Нурдин, Улле
У́лле Нурди́н (швед. Olle Nordin; 23 ноября 1949, Эльмхульт, Швеция) — шведский футболист, играл на позиции полузащитника в клубах «Норрчёпинг», «ИФК Сундсвалль», «Гётеборг» и в национальной сборной Швеции. По завершении игровой карьеры — футбольный тренер, известный в частности работой со сборной Швеции.

## Клубная карьера
Во взрослом футболе дебютировал в 1970 году выступлениями за команду клуба «Норрчёпинг», в которой провёл четыре сезона, приняв участие в 98 матчах чемпионата.
В течение 1975—1976 годов защищал цвета команды клуба «ИФК Сундсвалль».
В 1977 году перешел в клуб «Гётеборг», за который отыграл 2 сезона. Завершил профессиональную карьеру футболиста выступлениями за команду «Гётеборг» в 1979 году.

## Выступления за сборную
В 1970 году дебютировал в официальных матчах в составе национальной сборной Швеции. В течение карьеры в национальной команде, которая длилась 10 лет, провёл в команде лишь 19 матчей, забив 2 гола. В составе сборной был участником чемпионата мира 1978 года в Аргентине.

## Карьера тренера
Начал тренерскую карьеру вскоре после завершения карьеры игрока, в 1982 году, возглавив тренерский штаб клуба «Вестра Фрёлунда».
В 1985 году некоторое время работал главным тренером норвежской «Волеренги», впрочем уже через год, в 1986 году, принял предложение вернуться на родину и возглавить тренерский штаб национальной сборной Швеции. Под руководством Нурдина шведская сборная впервые с 1978 года завоевала право участия в финальной части чемпионата мира и стала участником финального турнира чемпионата мира 1990 года, проходивший в Италии. На итальянских полях скандинавы выступили крайне неудачно, проиграв все три игры группового этапа и преждевременно прекратив турнирную борьбу, после чего Нурдин покинул сборную.
В том же 1990 году тренер вернулся к клубной работе, снова возглавив команду «Волеренги», в течение следующих пяти лет оставался в Норвегии, успев также поработать с командами клубов «Дрёбак-Фрогн» и «Люн».
После двухлетней работы в ОАЭ с командой «Аль-Васл» вернулся в 1997 году на родину, где работал с клубами «Норрчёпинг» и «АИК».
С 2003 по 2009 годы местом тренерской работы был шведский клуб «Йёнчёпингс Сёдра». В 2016 году возобновил тренерскую карьеру в клубе ИФК Мальмё.